# Cuerpo Facultativo de Archiveros, Bibliotecarios y Arqueólogos
El Cuerpo Facultativo de Archiveros, Bibliotecarios y Arqueólogos es una institución española —confirmada en 1964 como cuerpo de funcionarios públicos— creada en 1858 al calor de la Ley Moyano del año anterior, encargada de la organización de los archivos, bibliotecas y museos dependientes del Ministerio de Fomento, y, una vez transferidas las competencias, del ministerio de Instrucción Pública, y del resto de sucesivos departamentos ministeriales con competencias. Inicialmente conocido como Cuerpo Facultativo de Archiveros-Bibliotecarios, en 1867 amplió sus ámbitos, renombrándose entonces como Cuerpo Facultativo de Bibliotecarios, Archiveros y Anticuarios; en 1897 volvió a cambiar de denominación tomando la de Cuerpo de Archiveros, Bibliotecarios y Arqueólogos. Su creación supuso la institucionalización de las respectivas profesiones.